# 香格里拉温泉蛇
香格里拉温泉蛇（学名：Thermophis shangrila）一种分布于中华人民共和国云南省西北部香格里拉市的蛇，隶属于游蛇科温泉蛇属。

## 形态特征
香格里拉温泉蛇体长约1～0.7米。背部基色为浅棕色，有3行暗褐色块斑，杂有深巧克力色斑点；腹部呈橄榄绿色。形态与四川温泉蛇（Thermophis zhaoermii）相似，但本种上颌齿数为15，两眼间距跟窄，吻鳞和颏鳞较宽。